# Moțăței
Moțăței è un comune della Romania di 7 797 abitanti, ubicato nel distretto di Dolj, nella regione storica dell'Oltenia.
Il comune è formato dall'unione di 3 villaggi: Dobridor, Moțăței, Moțăței-Gară.